# Wrzosiec

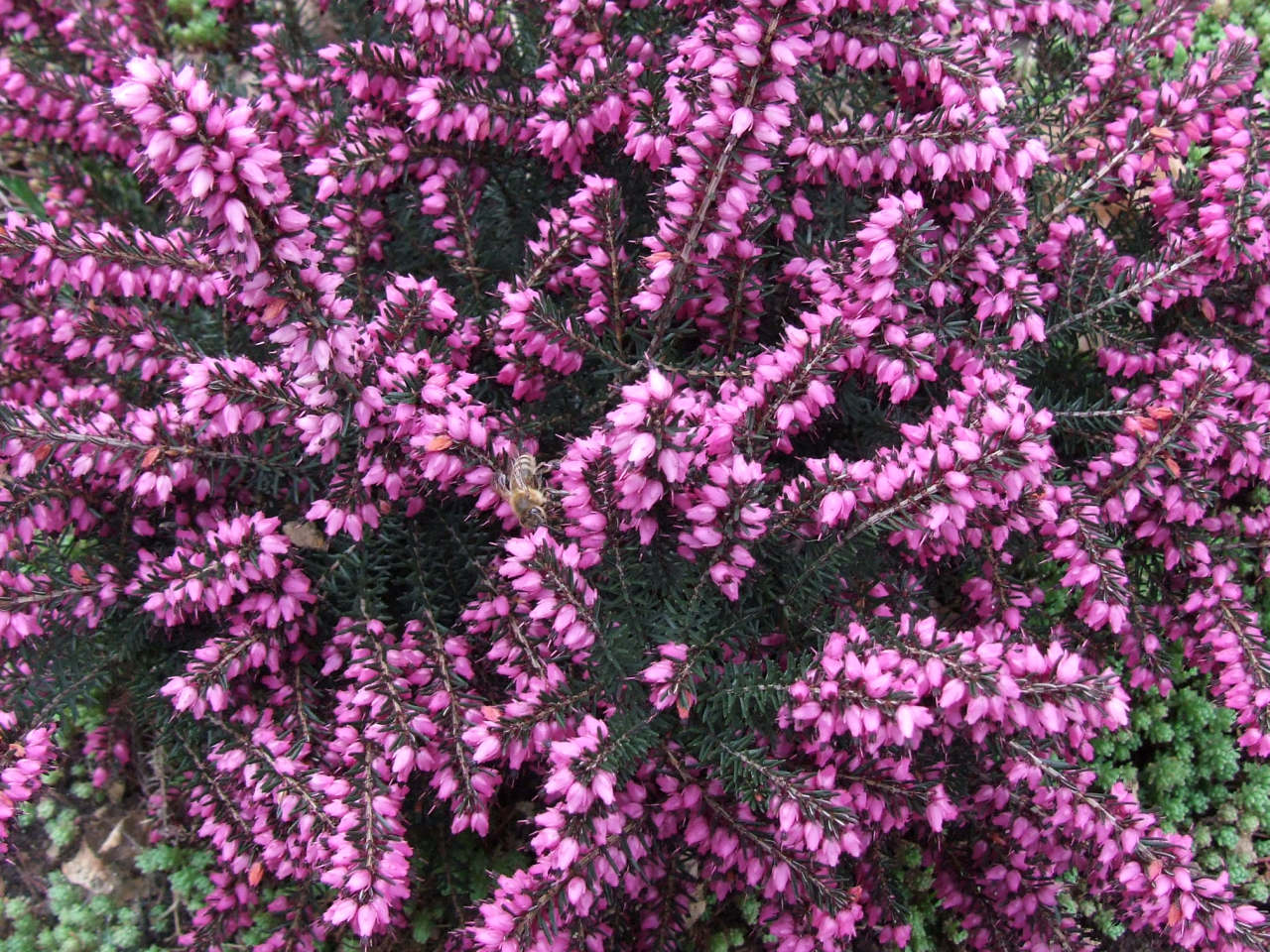
Wrzosiec darlejski

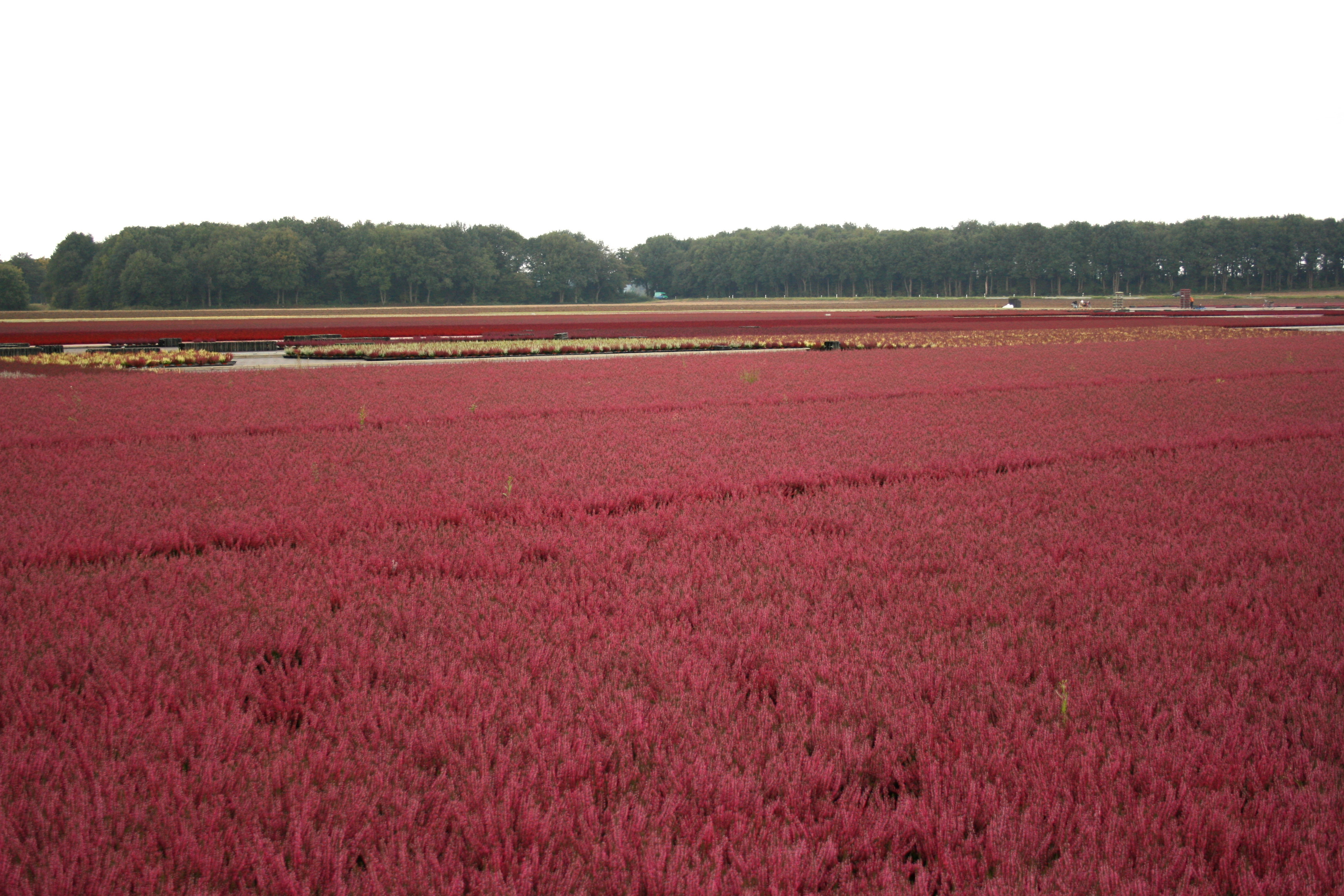
Plantacja wrzośców w Niemczech

Wrzosiec (Erica L.) – rodzaj roślin z rodziny wrzosowatych. Obejmuje ok. 840 gatunków. Ogromna większość występuje w Afryce – 760 gatunków rośnie w Afryce Południowej, 50 na Madagaskarze, 22 w górach wschodniej Afryki, pojedyncze na Wyżynie Abisyńskiej oraz innych wyżynach i górach Afryki zachodniej i równikowej. W basenie Morza Śródziemnego – w północnej Afryce, na Bliskim Wschodzie oraz w Europie rosną w sumie 23 gatunki. Najdalej na północ – do Półwyspu Skandynawskiego i Islandii sięga wrzosiec bagienny Erica tetralix – jedyny przedstawiciel rodzaju rodzimy w Polsce. Liczne gatunki rosną na glebach kwaśnych, w tym bagiennych, ale niektóre rozwijają się na glebach powstających ze skał wapiennych. Liczne gatunki przystosowały się do oddziaływania pożarów. Kwiaty zapylane są zwykle przez pszczoły, część gatunków afrykańskich o większych kwiatach zapylana jest przez nektarniki.
Są to rośliny miododajne, liczne gatunki uprawiane są jako ozdobne. Wykorzystywane jest ich drewno do sporządzania wyrobów galanteryjnych.

## Morfologia
PokrójWiecznie zielone krzewy lub krzewinki, rzadko niewielkie drzewa osiągające do 6 m wysokości. Pędy nagie lub owłosione, zwykle silnie rozgałęzione, płożące, wzniesione prosto lub rozpościerające się. Włoski pojedyncze, rozgałęzione lub z gruczołkiem na końcu.
LiścieOkółkowe (zwykle po 3–5), czasem skrętoległe. Skórzaste, drobne (od 2 do 10 mm długości), igiełkowate, z mocno podwiniętymi brzegami.
KwiatySkupione w szczytowe lub kątowe kwiatostany różnego typu (baldachy, grona, wiechy i pęczki). Kwiaty są obupłciowe i promieniste, zwykle drobne i rurkowate, czasem dzwonkowate, dzbanuszkowate do kulistych. Kielich składa się z 4–5 zrośniętych u nasady działek, często drobnych, czasem okazałych, ale zawsze krótszych od korony, zielonych lub takiej samej barwy jak korona, nagich lub owłosionych. Korona jest trwała, złożona z 4–5 płatków zrośniętych niemal na całej długości, rzadziej tylko do połowy. Pręcików jest 10, ich pylniki mają lub nie przydatki, otwierają się porami. Zalążnia z powodu fałszywych przegród jest pozornie 10-komorowa. Szyjka słupka jest prosta i cienka, krótsza od korony lub z niej wystająca, zakończona nitkowatym, stożkowatym lub główkowatym znamieniem.
OwoceSuche torebki zamknięte w trwałej, zaschniętej koronie. Nasiona są liczne i drobne.

## Systematyka
Pozycja systematyczna
Należy do plemienia Ericeae, podrodziny Ericoideae, rodziny wrzosowatych Ericaceae. Wszystkie gatunki afrykańskie mają wspólnego przodka z wrzoścem drzewiastym Erica arborea, a gatunki śródziemnomorsko-europejskie tworzą serię kladów bazalnych dla obszernej grupy gatunków afrykańskich.
Wykaz gatunków

## Zastosowanie
Liczne gatunki są uprawiane jako rośliny ozdobne. Są roślinami miododajnymi. Drewno wykorzystywane jest do wytwarzania galanterii drewnianej. Korzeń wrzośca drzewiastego (E. arborea) stanowi materiał do wyrobu fajek.
Gatunki i mieszańce częściej uprawiane
- Erica arborea L. – wrzosiec drzewiasty
- Erica baueri Andrews
- Erica canaliculata Andrews
- Erica carnea L. – wrzosiec krwisty, w. czerwony, w. wiosenny
- Erica ciliaris L. – wrzosiec orzęsiony
- Erica cinerea L. – wrzosiec popielaty, w. szary
- Erica ×darleyensis – wrzosiec darlejski
- Erica erigena R. Ross – wrzosiec purpurowy
- Erica gracilis J.C. Wendl. – wrzosiec delikatny
- Erica mackayana Bab.
- Erica ×stuartii (Macfarl.) Mast.
- Erica vagans L. – wrzosiec rozpierzchły
- Erica ×williamsii Druce – wrzosiec Williamsa

## Uprawa
Dla większości gatunków najbardziej odpowiednie jest podłoże przepuszczalne, bezwapienne, o odczynie od kwaśnego do obojętnego. Rozmnaża się przez sadzonki zielne z piętką (kawałkiem zeszłorocznego pędu), odkłady, kopczykowanie, rzadko przez siew. Po przekwitnieniu wskazane jest przycinanie pędów.